# Castillo del Santo
El castillo del Santo, también llamado castillo de Alcañicejo, fue una fortaleza de origen musulmán ubicada el despoblado de Alcañicejo, cerca de la cola del Embalse de las Torcas, en el término del municipio zaragozano de Tosos, a 10 km de la localidad. Se denomina del Santo, por encontrarse cercano a la llamada Ermita de El Santo, antigua iglesia del monasterio cisterciense del siglo XIII que se encontraba en el lugar.

## Historia
En la Edad Media un castillo controlaba estratégicamente el paso por el río Huerva. En fuentes musulmanas andalusíes se menciona Al Kanisa en 878 como un puesto de paso donde hubo una batalla en una expedición contra Saraqusta.
Alcañicejo fue reconquistado por Alfonso I el Batallador que en diciembre de 1124 lo donó en honor regalis a los hermanos Fruela y Pelayo retenendo una tercera parte.

et in super dono uobis alio castello, qui dicitur Alkanic quod habeatis de illum illas IIs partes / per uestra hereditate et illa tercia parte, quod teneatis illam per honorem pro me.

El lugar y castillo cambiaron de manos en muchas ocasiones. El 20 de agosto de 1348 lo compró la Comunidad de Daroca pero pasó a manos de Ximeno de Bailo el 12 de octubre de 1364 por cesión de Pedro el Ceremonioso. Los últimos derechos reales que tenía la corona fueron vendidos a Juan Fernández de Heredia el 12 de febrero de 1371. En 1372 el rey cedió este lugar y castillo a Gonzalo González de Lucio.

## Descripción
Del castillo sólo se conservan los restos de algunas paredes y cimientos, seguramente de una torre, construidos en tapial y piedra.

## Catalogación
El Castillo del Santo está incluido dentro de la relación de castillos considerados Bienes de Interés Cultural en virtud de lo dispuesto en la disposición adicional segunda de la Ley 3/1999, de 10 de marzo, del Patrimonio Cultural Aragonés. Este listado fue publicado en el Boletín Oficial de Aragón del 22 de mayo de 2006.